# Carlo Giorgio Clerici
Carlo Giorgio Clerici (Milano, 21 luglio 1696 – Belgrado, 16 agosto 1717) è stato un nobile e militare italiano.

## Biografia
Carlo Giorgio Clerici, era figlio del marchese ereditario Carlo Francesco e di sua moglie, la marchesa Giovanna Ferrero Fieschi. Suo nonno era Giorgio II Clerici, III marchese di Cavenago.
Nipote favorito di quest'ultimo, Carlo Giorgio intraprese la carriera militare sotto l'ala del potentissimo feldmaresciallo austriaco Eugenio di Savoia, grande amico di suo nonno e suo parente; tale scelta, secondo Giorgio II Clerici, fu motivata anche per disciplinare il carattere focoso e irruento del giovane ragazzo.
Combatté quindi nelle file dell'esercito imperiale e dimostrò grande valore nella guerra austro-turca del 1716-1718 raggiungendo il grado di tenente colonnello e prendendo in particolare parte all'assedio di Belgrado del 16 agosto 1717, dove però perse la vita, colpito in pieno da una palla di cannone, al fianco del principe Inigo Lamoral Felice Maria Francesco, figlio terzogenito del principe Eugenio Alessandro di Thurn und Taxis.
Cinque anni dopo la sua morte, morì anche suo padre; suo nonno investì allora tutte le sue speranze nel bisnipote, figlio di Carlo Giorgio e di sua moglie Maria, Anton Giorgio. La vedova si risposò col principe Antonio Tolomeo Gallio Trivulzio.

## Matrimonio e figli
Nel febbraio 1715 sposò Maria Archinto, figlia di Carlo, II marchese di Parona, dalla quale ebbe un unico figlio:
- Anton Giorgio (1715-1768), V marchese di Cavenago, sposò Fulvia Visconti di Saliceto

## Ascendenza
|                                                               |                                                       |                                                              | Genitori                                      |  |  | Nonni |  |  | Bisnonni                                        |  |  | Trisnonni                   |  |
|                                                               |                                                       |                                                              |                                               |  |  |       |  |  | Carlo Ludovico Clerici, II marchese di Cavenago |  |  | Giorgio I Giorgione Clerici |  |
|                                                               |                                                       |                                                              |                                               |  |  |       |  |  | Carlo Ludovico Clerici, II marchese di Cavenago |  |  | Giorgio I Giorgione Clerici |  |
|                                                               |                                                       | Angiola Porro                                                |                                               |  |  |       |  |  | Carlo Ludovico Clerici, II marchese di Cavenago |  |  |                             |  |
| Giorgio II Clerici, III marchese di Cavenago                  |                                                       |                                                              |                                               |  |  |       |  |  | Carlo Ludovico Clerici, II marchese di Cavenago |  |  |                             |  |
|                                                               |                                                       | Eufemia Bonetti                                              | Giovanni Battista Bonetti                     |  |  |       |  |  |                                                 |  |  |                             |  |
|                                                               |                                                       | Eufemia Bonetti                                              | Giovanni Battista Bonetti                     |  |  |       |  |  |                                                 |  |  |                             |  |
|                                                               |                                                       | Eufemia Bonetti                                              | …                                             |  |  |       |  |  |                                                 |  |  |                             |  |
| Carlo Francesco Clerici                                       |                                                       | Eufemia Bonetti                                              |                                               |  |  |       |  |  |                                                 |  |  |                             |  |
|                                                               |                                                       | Gian Giorgio Pallavicini Trivulzio, marchese Pallavicini     | Sforza Pallavicini, marchese Pallavicini      |  |  |       |  |  |                                                 |  |  |                             |  |
|                                                               |                                                       | Gian Giorgio Pallavicini Trivulzio, marchese Pallavicini     | Sforza Pallavicini, marchese Pallavicini      |  |  |       |  |  |                                                 |  |  |                             |  |
|                                                               |                                                       | Gian Giorgio Pallavicini Trivulzio, marchese Pallavicini     | Cristina Trivulzio                            |  |  |       |  |  |                                                 |  |  |                             |  |
| Caterina Pallavicini Trivulzio                                |                                                       | Gian Giorgio Pallavicini Trivulzio, marchese Pallavicini     |                                               |  |  |       |  |  |                                                 |  |  |                             |  |
|                                                               |                                                       | Maria Giovanna Cassandra Arcimboldi                          | Giovanni Arcimboldi, conte di Candia          |  |  |       |  |  |                                                 |  |  |                             |  |
|                                                               |                                                       | Maria Giovanna Cassandra Arcimboldi                          | Giovanni Arcimboldi, conte di Candia          |  |  |       |  |  |                                                 |  |  |                             |  |
|                                                               |                                                       | Maria Giovanna Cassandra Arcimboldi                          | Paola Barbiano                                |  |  |       |  |  |                                                 |  |  |                             |  |
| Carlo Giorgio Clerici                                         |                                                       | Maria Giovanna Cassandra Arcimboldi                          |                                               |  |  |       |  |  |                                                 |  |  |                             |  |
|                                                               | Paolo Besso Ferrero-Fieschi, II principe di Masserano | Francesco Filiberto Ferrero Fieschi, I principe di Masserano |                                               |  |  |       |  |  |                                                 |  |  |                             |  |
|                                                               | Paolo Besso Ferrero-Fieschi, II principe di Masserano | Francesco Filiberto Ferrero Fieschi, I principe di Masserano |                                               |  |  |       |  |  |                                                 |  |  |                             |  |
|                                                               | Paolo Besso Ferrero-Fieschi, II principe di Masserano | Françoise de Grillet                                         |                                               |  |  |       |  |  |                                                 |  |  |                             |  |
| Francesco Lodovico Ferrero-Fieschi, III principe di Masserano | Paolo Besso Ferrero-Fieschi, II principe di Masserano |                                                              |                                               |  |  |       |  |  |                                                 |  |  |                             |  |
|                                                               |                                                       | Girolama Margherita Getulia del Carretto                     | Filiberto del Carretto, marchese di Bagnasco  |  |  |       |  |  |                                                 |  |  |                             |  |
|                                                               |                                                       | Girolama Margherita Getulia del Carretto                     | Filiberto del Carretto, marchese di Bagnasco  |  |  |       |  |  |                                                 |  |  |                             |  |
|                                                               |                                                       | Girolama Margherita Getulia del Carretto                     | Violante Provana                              |  |  |       |  |  |                                                 |  |  |                             |  |
| Giovanna Ferrero Fieschi                                      |                                                       | Girolama Margherita Getulia del Carretto                     |                                               |  |  |       |  |  |                                                 |  |  |                             |  |
|                                                               |                                                       | Carlo Emanuele Giacinto di Simiana, marchese di Pianezza     | Carlo Giovanni di Simiana, signore di Albigny |  |  |       |  |  |                                                 |  |  |                             |  |
|                                                               |                                                       | Carlo Emanuele Giacinto di Simiana, marchese di Pianezza     | Carlo Giovanni di Simiana, signore di Albigny |  |  |       |  |  |                                                 |  |  |                             |  |
|                                                               |                                                       | Carlo Emanuele Giacinto di Simiana, marchese di Pianezza     | Matilde di Savoia                             |  |  |       |  |  |                                                 |  |  |                             |  |
| Francesca Maria Cristina di Simiana                           |                                                       | Carlo Emanuele Giacinto di Simiana, marchese di Pianezza     |                                               |  |  |       |  |  |                                                 |  |  |                             |  |
|                                                               |                                                       | Giovanna Arborio di Gattinara                                | Carlo Antonio Arborio                         |  |  |       |  |  |                                                 |  |  |                             |  |
|                                                               |                                                       | Giovanna Arborio di Gattinara                                | Carlo Antonio Arborio                         |  |  |       |  |  |                                                 |  |  |                             |  |
|                                                               |                                                       | Giovanna Arborio di Gattinara                                | Virginia Langosco                             |  |  |       |  |  |                                                 |  |  |                             |  |
|                                                               |                                                       | Giovanna Arborio di Gattinara                                |                                               |  |  |       |  |  |                                                 |  |  |                             |  |